# Armand (actor)
François-Armand Huguet, llamado Armand, fue un actor francés nacido en Richelieu (Indre y Loira) el 1 de 1 de junio de 1699 y fallecido en París el 26 de noviembre de 1765.
Debutó en la Comedia Francesa el 2 de marzo de 1723 en el papel de Pasquin, en L'Homme à bonnes fortunes de Michel Baron, y fue contratado de forma fija en octubre del año siguiente. Contratado como sustituto de La Thorillière hijo, lo reemplazó a su muerte en 1731.
A principios de la década de 1760, lo nombraron decano del Teatro Francés y Lekain lo había tomado de modelo. El Mercure de France, en su nota necrológica, escribió: «La altura, la salud, el vigor ágil, y sobre todo la alegría libre y natural de este actor, lo habían convertido uno de los más gratos cómicos de su tiempo». Armand estaba incluido en las listas de sodomitas que mantenía la policía de París.